# Девід Малпасс
Девід Р. Малпасс (англ. David R. Malpass; нар. 8 березня 1956, Петоскі, Мічиган) — американський економіст, 13-й президент Світового банку з 9 квітня 2019 року. Заступник міністра фінансів з міжнародних справ з 2017 до 2019 року. Під час президентських виборів у 2016 році Малпасс був старшим економічним радником Дональда Трампа.

## Біографія
Малпасс вивчав фізику у Колорадському коледжі, здобув ступінь МВА у Денверському університеті. Також вивчав міжнародну економіку в Школі дипломатичної служби Джорджтаунського університету. Володіє іспанською, російською та французькою мовами.
З 1977 до 1983 року Малпасс працював бухгалтером, контролером і адміністратором контрактів у Портленді, штат Орегон.
З лютого 1984 до січня 1993 обіймав економічні посади в адміністрації президентів-республіканців. За Рональда Рейгана був заступником помічника міністра фінансів. З 1989 по 1990 рік обіймав посаду директора апарату республіканців в Об'єднаному економічному комітеті Конгресу. У часи Джорджа Г. В. Буша працював заступником помічника державного секретаря.
З 1993 працював упродовж 15 років у дослідницькому відділі інвестиційного банку Bear Stearns, з 2001 до його колапсу у 2008 був головним економістом Bear Stearns.
З 2002 до 2003 року був учасником дискусійної групи Конгресу з бюджетного балансу.
У 2008 заснував нью-йоркську фірму Encima Global, яка надає щоденний аналіз глобальних економічних і політичних тенденцій, що стосуються інституційних інвесторів.
У 2010 році балотувався до Сенату США від штату Нью-Йорк.
Малпасс часто писав статті у «The Wall Street Journal» і регулярно писав статті у журналі «Forbes».
Є колишнім членом правління Національного комітету з міжнародних відносин між Сполученими Штатами та Китаєм, Ради Америк, Економічного клубу Нью-Йорка, Манхеттенського інституту і корпорації New Mountain Finance.
Малпасс і його дружина Адель живуть у Нью-Йорку. Адель Малпасс — голова Республіканської партії Манхеттена. Малпасс родом із північного Мічигану.
13-й президент Світового банку з 9 квітня 2019 року.